# Ciclone Soudelor (2015)
O Ciclone Soudelor é um ciclone tropical, o mais intenso ciclone tropical desenvolvido no Hemisfério Norte em 2015. O ciclone teve impactos graves nas Ilhas Marianas, Taiwan e China, resultando em pelo menos 34 fatalidades confirmadas. Menores efeitos foram sentidos no Japão, Coréia do Sul e Filipinas. O ciclone é a décima terceira tempestade nomeada da temporada anual de tufão. Ele formou-se como uma depressão tropical perto de Pohnpei, em 29 de julho. O ciclone sofreu uma rápida intensificação em 2 de agosto, atingindo o seu pico de intensidade com ventos de 335 km/h (130 mph) e uma pressão atmosférica de 900 hPa em 3 de agosto. Cerca de 34 mortes foram confirmadas e as perdas econômicas totais foram de 13,7 bilhões de yuans (2,14 bilhões de dólares).